# Phasianelle de Mackinlay
Macropygia mackinlayi
Espèce
Statut de conservation UICN

 LC  : Préoccupation mineure
La Phasianelle de Mackinlay (Macropygia mackinlayi) est une espèce d'oiseaux de la famille des Columbidae (la famille des pigeons).

## Répartition
Cet oiseau vit en Mélanésie : région des Îles, îles Salomon et Vanuatu.

## Sous-espèces
Selon Alan P. Peterson, il en existe quatre sous-espèces :
- Macropygia mackinlayi arossi Tristram 1879 ;
- Macropygia mackinlayi goodsoni Hartert 1924 ;
- Macropygia mackinlayi krakari Rothschild & Hartert 1915 ;
- Macropygia mackinlayi mackinlayi Ramsay,EP 1878.